# Blepisanis metallescens
Blepisanis metallescens är en skalbaggsart som beskrevs av Aurivillius 1923. Blepisanis metallescens ingår i släktet Blepisanis och familjen långhorningar.
Artens utbredningsområde är Kenya. Inga underarter finns listade.